# Gabinet Dupong-Schaus-Bodson
El Gabinet Dupong-Schaus-Bodson va formar el govern de Luxemburg del 3 de juliol de 1951 al 23 de desembre de 1953, data de la mort del Primer Ministre Pierre Dupong. Va ser una coalició entre el Partit Popular Social Cristià (CSV), i el Partit Socialista dels Treballadors (LSAP). Es va formar després de les eleccions legislatives luxemburgueses de 1951.

## Composició
| Nom   | Nom            | Partit | Càrrec |
| ----- | -------------- | ------ | --- |
|       | Pierre Dupong  | CSV    | Primer Ministre Ministre de Finances Ministre d'Agricultura Ministre de Danys de Guerra                                                           |
|       | Joseph Bech    | CSV    | Ministre d'Afers Exteriors Ministre de Defensa |
|       | Pierre Frieden | CSV    | Ministre d'Educació Nacional Ministre de Població i Família Ministre de l'Interior Ministre de Salut Pública Ministre de Religió, Arts i Ciències |
|       | Victor Bodson  | LSAP   | Ministre de Justícia Ministre d'Obres Públiques Ministre de Transports                                                                            |
|       | Nicolas Biever | LSAP   | Ministre de Treball, Seguretat Social, Mines i Assistència Social                                                                                 |
|       | Michel Rasquin | LSAP   | Ministre d'Economia i Reconstrucció |
| Font: |                |        | |